# Rock of Cashel

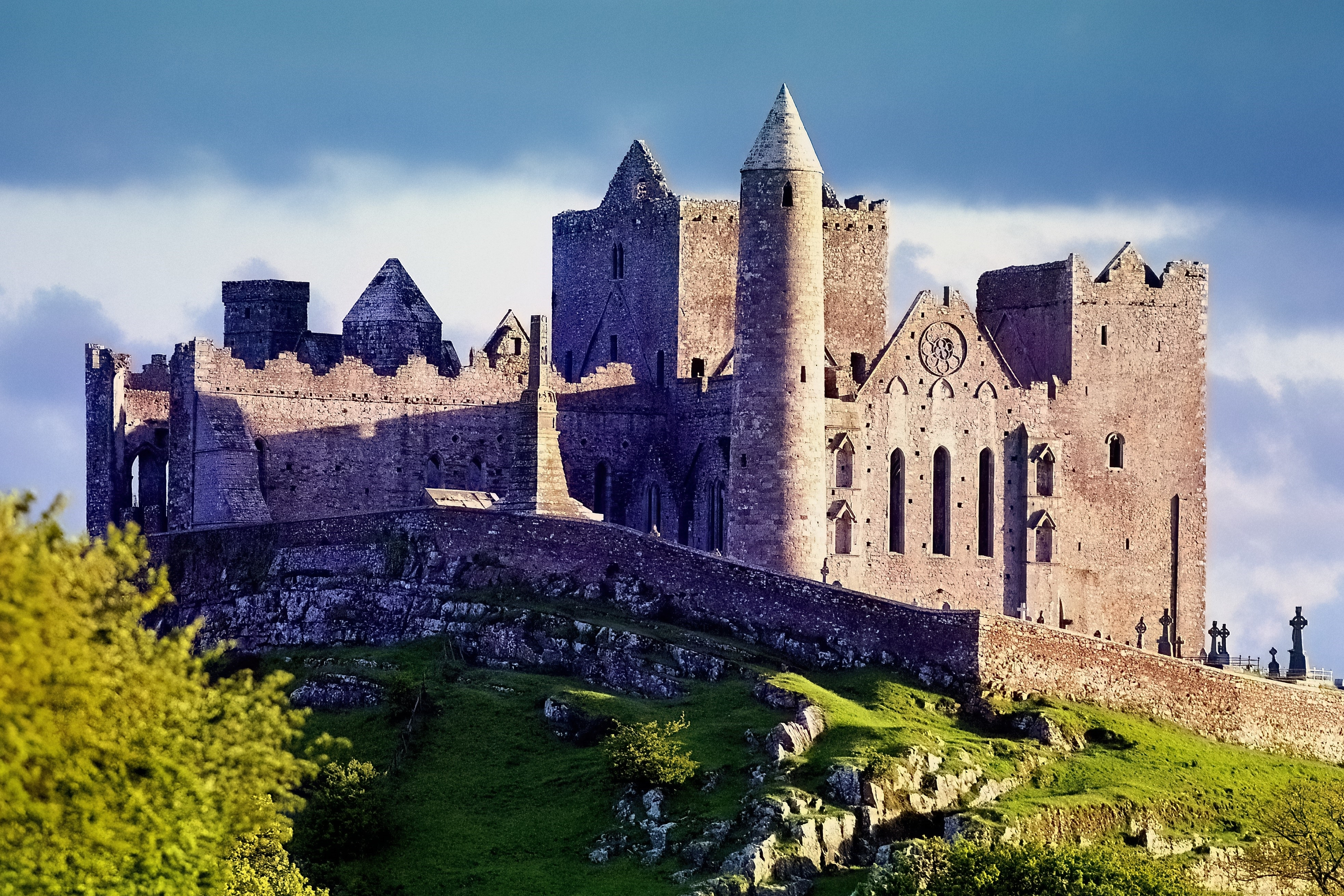
Rock of Cashel von Norden aus gesehen

Der Rock of Cashel (irisch Carraig Phádraig, deutsch: der Felsen von Cashel), bei der Stadt Cashel, etwa 20 km nördlich von Cahir im County Tipperary in Irland gelegen, ist ein einzigartiges Monument irischer Geschichte.
Der Berg erhebt sich 65 m hoch und gilt als irisches Wahrzeichen. Als Sitz von Feen und Geistern wurde er schon im Altertum verehrt. 
Im 4. Jahrhundert eroberte der Clan der Eoghanachta, die späteren MacCarthys, den Felsen und baute ihn zum Clansitz aus. Dieser war auf Grund seiner erhöhten Lage, die guten Überblick über das umliegende Land versprach, von strategischer Bedeutung.

## Geschichte

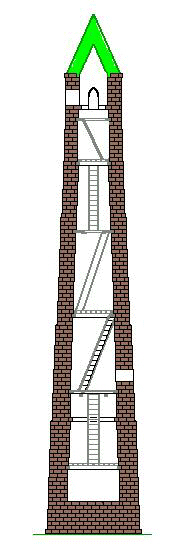
Idealtypischer Rundturm

Seit dem 4. Jahrhundert war Caiseal (altirisch für Steinburg) Sitz der Könige von Munster und in der Bedeutung gleichwertig mit den anderen Sitzen der Provinzherrscher einschließlich Tara. Der heilige Patrick machte die Festung im 5. Jahrhundert zum Bischofssitz.
Im frühen 10. Jahrhundert herrschte der auch als Bischof und Lehrer bezeichnete Cormac mac Cuileannáin über Munster. Er fiel 908 in der Schlacht von Ballaghmoon, die zwischen Leinster und Munster ausgefochten wurde. Später wurde Mahon aus dem Clan der Dál gCais (Dalcassians) König von Munster und bezog seinen Sitz in Cashel. Als dieser starb, nahm der König der Eoghanacht den Felsen in Besitz, wurde aber dann von Mahons Bruder Brian Boru besiegt. Brian wurde in Cashel 977 zum König von Munster erhoben. Um 1005 erklärte er sich zum Hochkönig. Er starb 1014 im Kampf gegen die Wikinger. Seine Nachkommen, der Clan der O’Brien, herrschten weiterhin in Cashel.
König Muircheartach Ó Briain schenkte im Jahr 1101 aus Anlass der ersten Synode in Irland den Felsen dem Bischof von Limerick. 
Cormac Mac Carthaigh wurde 1127 erster Erzbischof von Cashel und erbaute im selben Jahr Cormac’s Chapel im irisch-romanischen Stil. Die kleine Kirche ist neben dem Rundturm das älteste Bauwerk auf dem Rock of Cashel. Daran waren auch zwei Baumeister aus einer Mönchsdelegation aus Regensburg beteiligt, das mit Cashel in engem kulturellen Austausch stand.
1172 besuchte Heinrich II. von England nach der Eroberung eines Teils Irlands die Burg, wo ihm die Fürsten und Geistlichen huldigten. Dadurch erreichten sie die Selbständigkeit der irischen katholischen Kirche. Im 13. Jahrhundert begann man mit dem Bau der großen gotischen Kathedrale. Der 8. Earl of Kildare steckte sie um 1494 in Brand und musste sich dafür vor dem König rechtfertigen. Er entschuldigte sich damit, dass er den Erzbischof, dessen Anwesenheit in der Kathedrale er vermutete, habe töten wollen. 
Im 15. Jahrhundert entstand an der Westseite die Bischofsburg, die in den Kirchenbau integriert wurde. Die Hall of the Vicars Choral ist heute der Eingang in den gesamten Komplex. 
Nach dem Tod des Erzbischofs Roland Baron 1561 wurden konkurrierende Bischöfe vom Papst (römisch-katholisch) und von der (englischen) Krone (anglikanisch) ernannt, wobei Letzterer an die Macht kam. Von 1571 bis 1622 hatte Miler Magrath, der „Schuft von Cashel“, den Titel inne; sein Grabmal mit selbstverfasster Inschrift ist im Chor der Kathedrale zu sehen.
1641 wurde der Rock of Cashel im Zuge der irischen Konföderationskriege wieder katholisch, aber bereits 1647 ging er nach einer Belagerung des englischen Kommandanten von Cork, Murrough O’Brien, Earl of Inchiquin, wieder an die anglikanische Kirche. Die konföderierten Truppen und der römisch-katholische Klerus, einschließlich Theobald Stapleton, wurde hingerichtet. Die englischen Truppen plünderten oder zerstörten auch viele den Katholiken wichtige religiöse Kunstwerke.
Die anglikanische Kirche gab die Anlage im 18. Jahrhundert aber auf. Im Jahr 1749 wurde das Dach der Kathedrale von Arthur Price, einem anglikanischen Bischof von Cashel, entfernt. In der Folge verfiel die Anlage.

## Legenden
Der heilige Patrick soll den Ort zum Bischofssitz gemacht haben und im Jahr 450 n. Chr. König Angus getauft haben. Eine Legende erzählt, dass Patrick während der Zeremonie versehentlich seinen Bischofsstab in den Fuß von Angus gerammt hatte, was dieser für ein christliches Taufritual hielt und gleichmütig ertrug. In frühmittelalterlicher Zeit sei der Engländer Albert auf Bitten des Volkes in Cashel zum Erzbischof gewählt worden.

## Gebäude auf dem Felsen

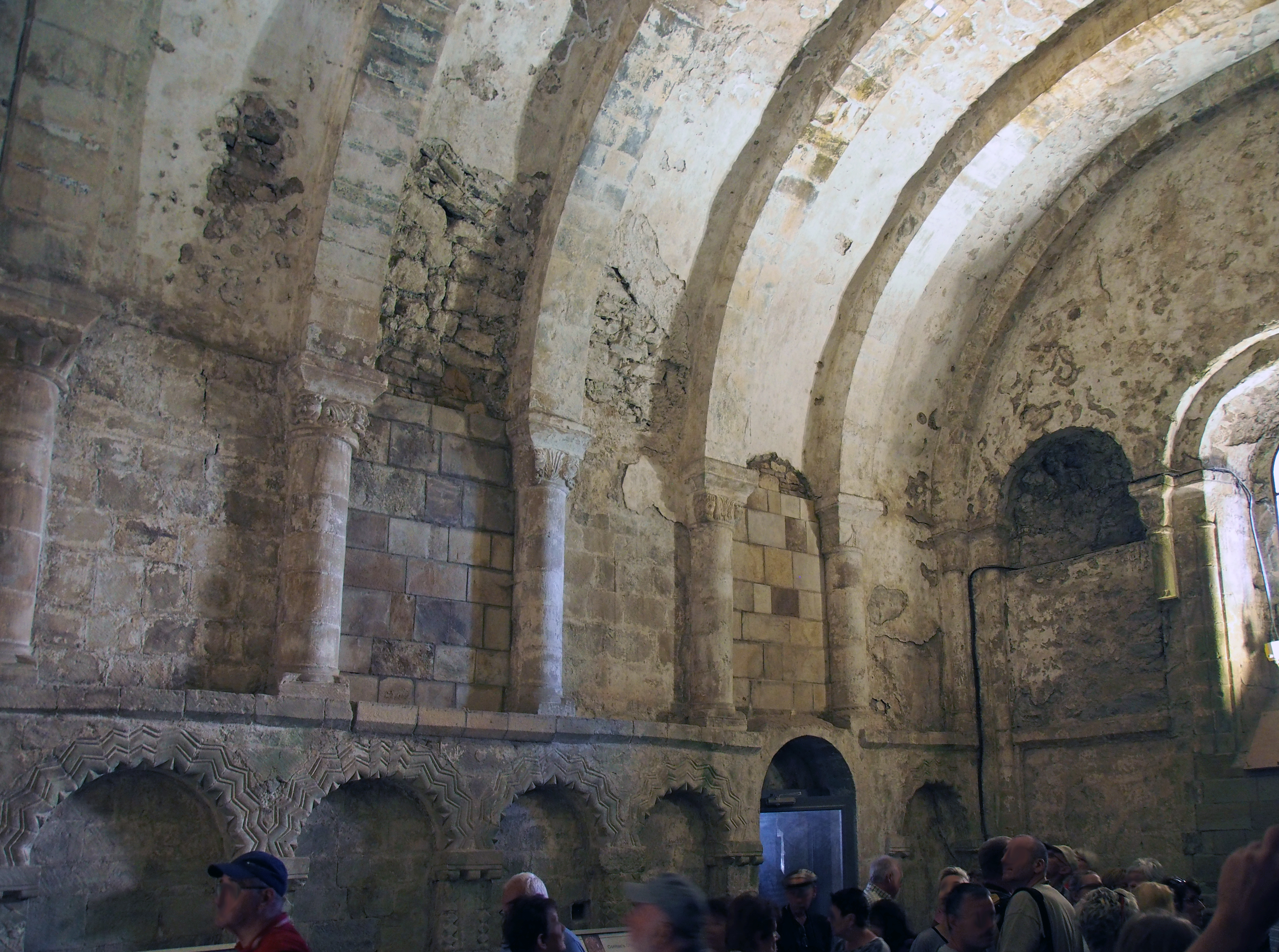
Im Innern der Kapelle

Das älteste und höchste der Cashel Bauten ist der sehr gut erhaltene Rundturm (28 Meter oder 90 Fuß hoch), er stammt vermutlich von 1101 (nach einer anderen Quelle: 849). Der Eingang ist 3,60 Meter (12 Fuß) über dem Boden. Er hat das typische spitze Dach der runden Türme. Der Turm wurde aus Stein ohne Mörtel errichtet. Erst in der neueren Zeit wurden Fugen aus Sicherheitsgründen mit Mörtel ausgefüllt.

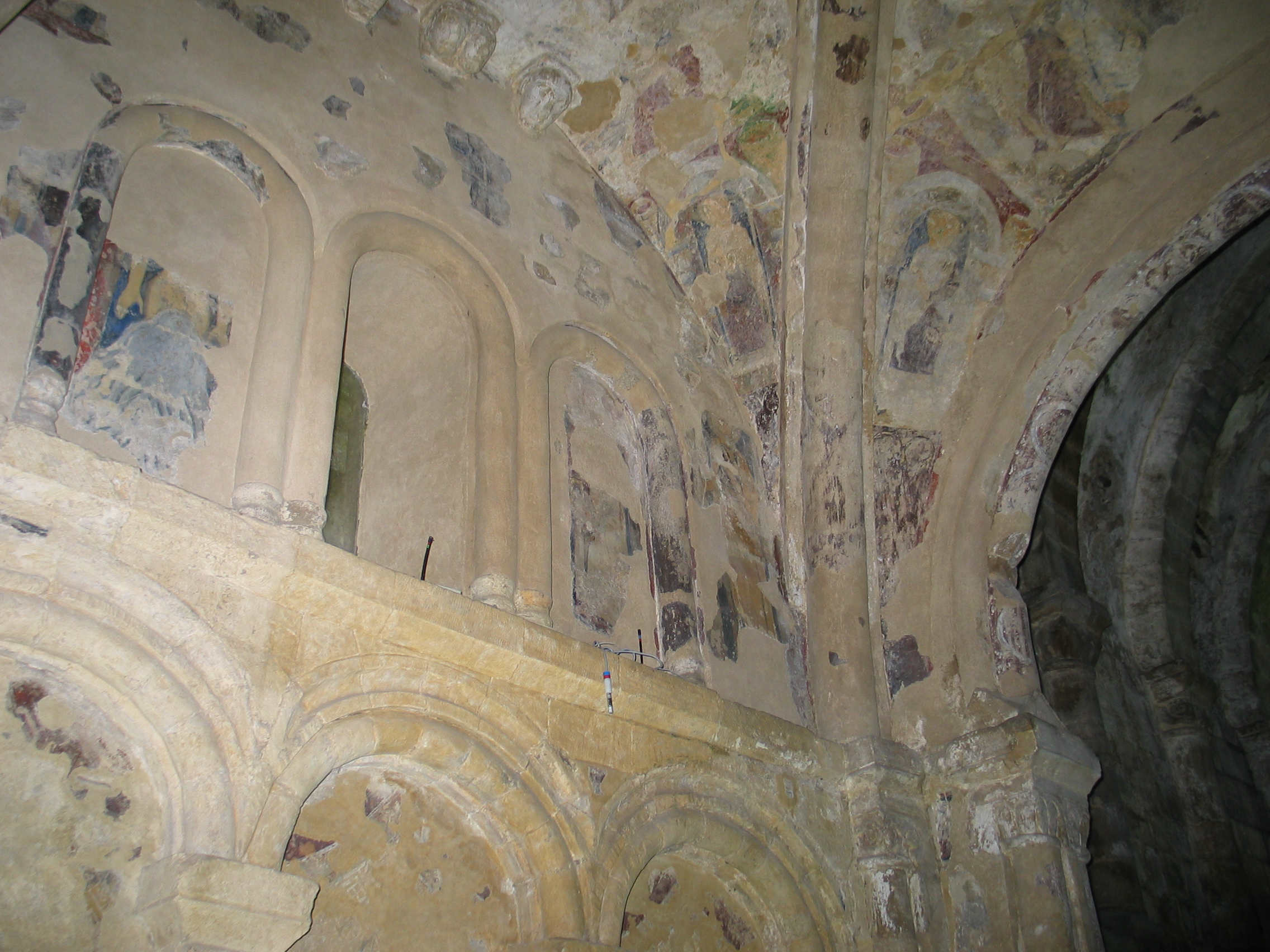
Fresken in der Cormac's Chapel

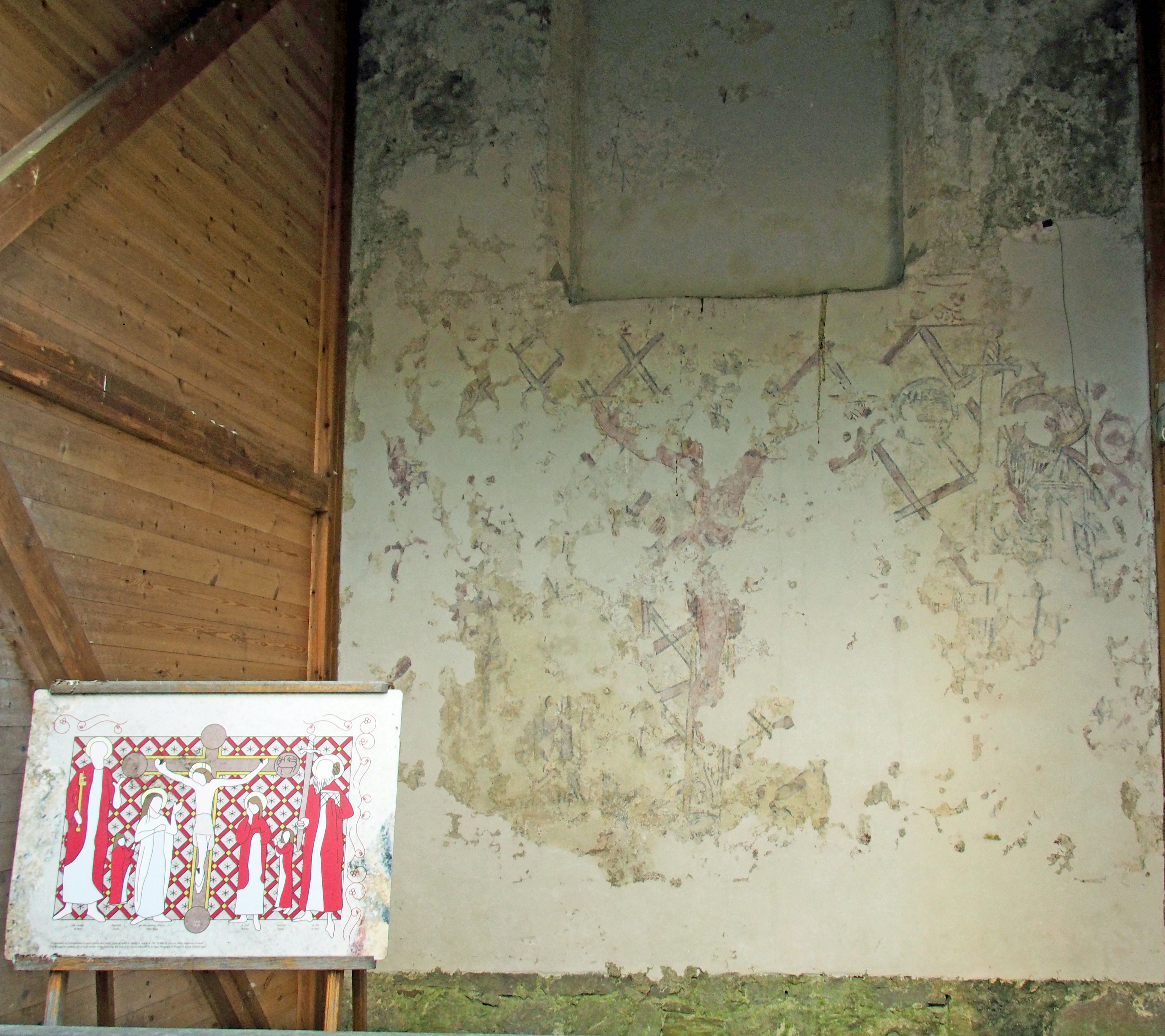
Fresken-Restaurierung

Cormac's Chapel, die Kapelle von König Cormac Mac Carthaig von Munster, wurde im Jahr 1127 begonnen und im Jahre 1134 geweiht. Der Bau besteht aus einem Mittelschiff und einem Altarraum, wobei das Mittelschiff und der Altarraum nicht auf einer Linie liegen. Seitlich des Altarraumes stehen zwei Türme. Im Gegensatz zu den meisten irischen romanischen Kirchen ist die Kirche reich ausgeschmückt. Der Abt von Regensburg schickte zwei seiner Zimmerleute, um die Arbeit zu befördern. Die beiden Türme auf den Seiten der Übergangs von Kirchenschiff und Chor lassen ihren germanischen Einfluss erkennen, diese Form ist sonst in Irland nicht bekannt. Andere bemerkenswerte Merkmale des Gebäudes im Innen- und Außenbereich sind der Säulengang, ein Tonnengewölbe, ein geschnitztes Tympanon über beiden Türen und das herrliche Nordtor. Es enthält eine der am besten erhaltenen irischen Fresken aus dieser Zeit. Umfangreiche Restaurierungsarbeiten an der Kapelle wurden im Jahr 2017 abgeschlossen.
Die Kathedrale, erbaut zwischen 1235 und 1270, ist eine gotische Kreuzkirche ohne Seitenschiffe. Über der Vierung erhebt sich ein Turm aus dem 15. Jahrhundert. Zur gleichen Zeit wurde im Westen ein großer Wohnturm errichtet. Über eine Wendeltreppe kann man bis hinauf zu den Zinnen klettern und genießt dort einen herrlichen Ausblick. Neben dem Kircheneingang steht der alte Stein, auf dem die Könige von Munster gekrönt wurden. 
Die Halle des Vicars Choral wurde im 15. Jahrhundert von Erzbischof O’Hedian erbaut. Als Vicars Chor wurden Laien (manchmal niedere Kanoniker) ernannt, die in der Kathedrale die Aufgabe übernahmen, während des Gottesdienstes zu singen. In Cashel gab es ursprünglich acht dieser Sänger mit je einem eigenen Siegel. Diese wurde später auf fünf ehrenamtliche Sänger reduziert, die weitere Sänger als Stellvertreter hatten, eine Praxis, die bis 1836 anhielt. 
Das Gebäude besteht aus der Halle und dem später erbauten Dormitorium. Im oberen Stockwerk lag der Hauptwohnraum des Vicars.
Die Restaurierung der Halle wurde durch das Amt für öffentliche Arbeiten, als ein Projekt der Erhaltung Europäischer Baudenkmäler 1975 durchgeführt. In den Räumen gibt es ein Museum über die Geschichte des Felsens, und im Keller steht das stark verwitterte St.-Patricks-Kreuz aus dem 12. Jahrhundert. Es zeigt eine Christusfigur und die Figur eines Bischofs, dem Kreuz fehlt der sonst typische Ring um die Kreuzung. Auch die kleine Stadt Cashel (Caiseal), die während des Baus an der Kathedrale entstand, hat Sehenswürdigkeiten zu bieten, wie die Ruinen der Hore Abbey aus dem 13. Jahrhundert am Fuß des Felsens. Dort wurden Geistliche ausgebildet, die nach Regensburg gingen. Daran erinnert das Schottenportal der Kirche St. Jakob in Regensburg. In unmittelbarer Nähe befindet sich auch die ehemalige Dominikanerniederlassung Dominic’s Abbey Cashel.

## Drehort
Die Burg diente als Drehort der mittelalterlichen Kinderserie Mystic Knights. In der Serie stellt sie die Burg Temra der bösen Maeve dar, das Aussehen der Burg wurde digital nachbearbeitet. So sind in den Aufnahmen nur die Grenzmauern und Teile des Hauptgebäudes zu sehen.

## Galerie

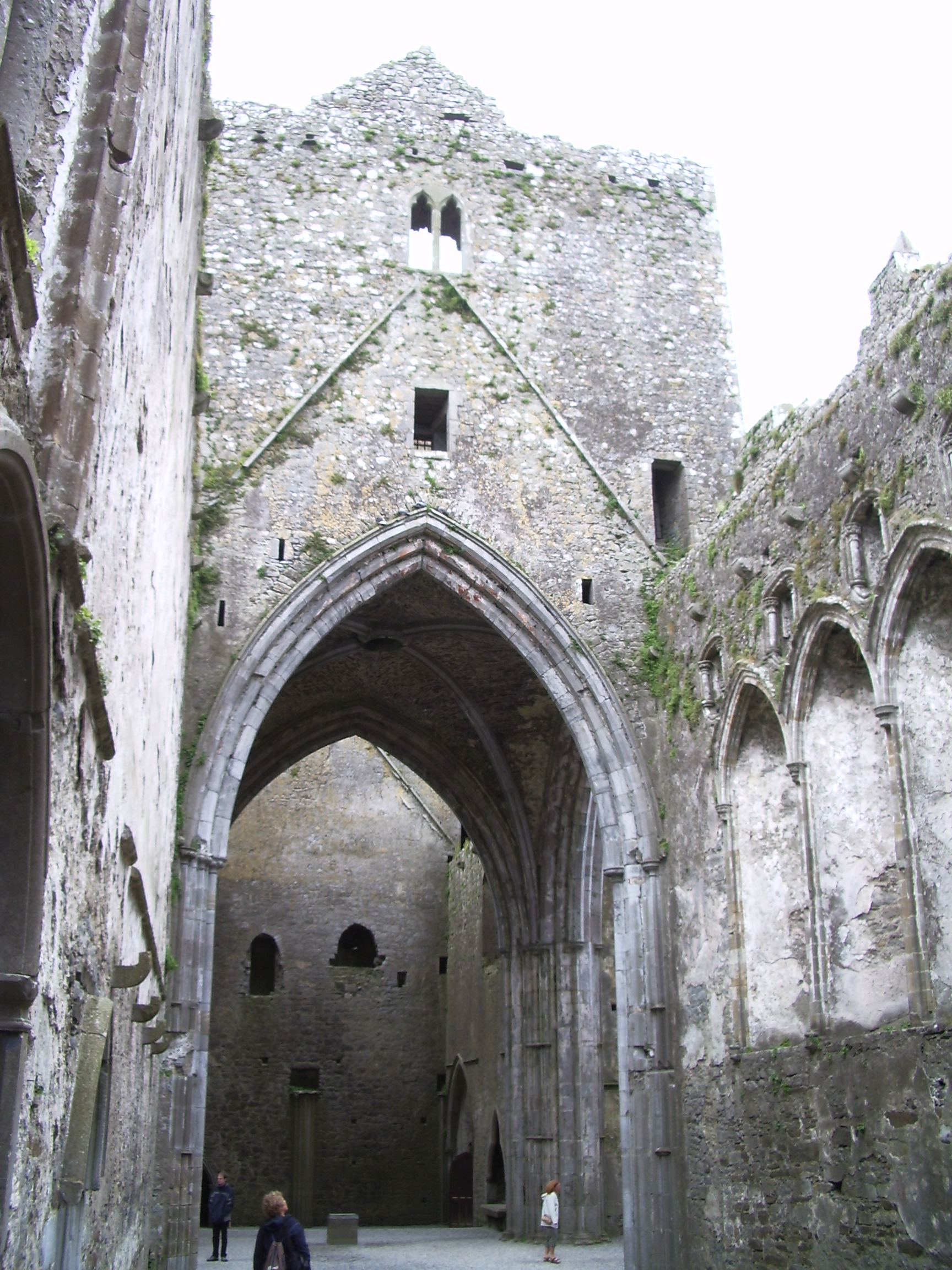
Kathedrale Vierungsturm
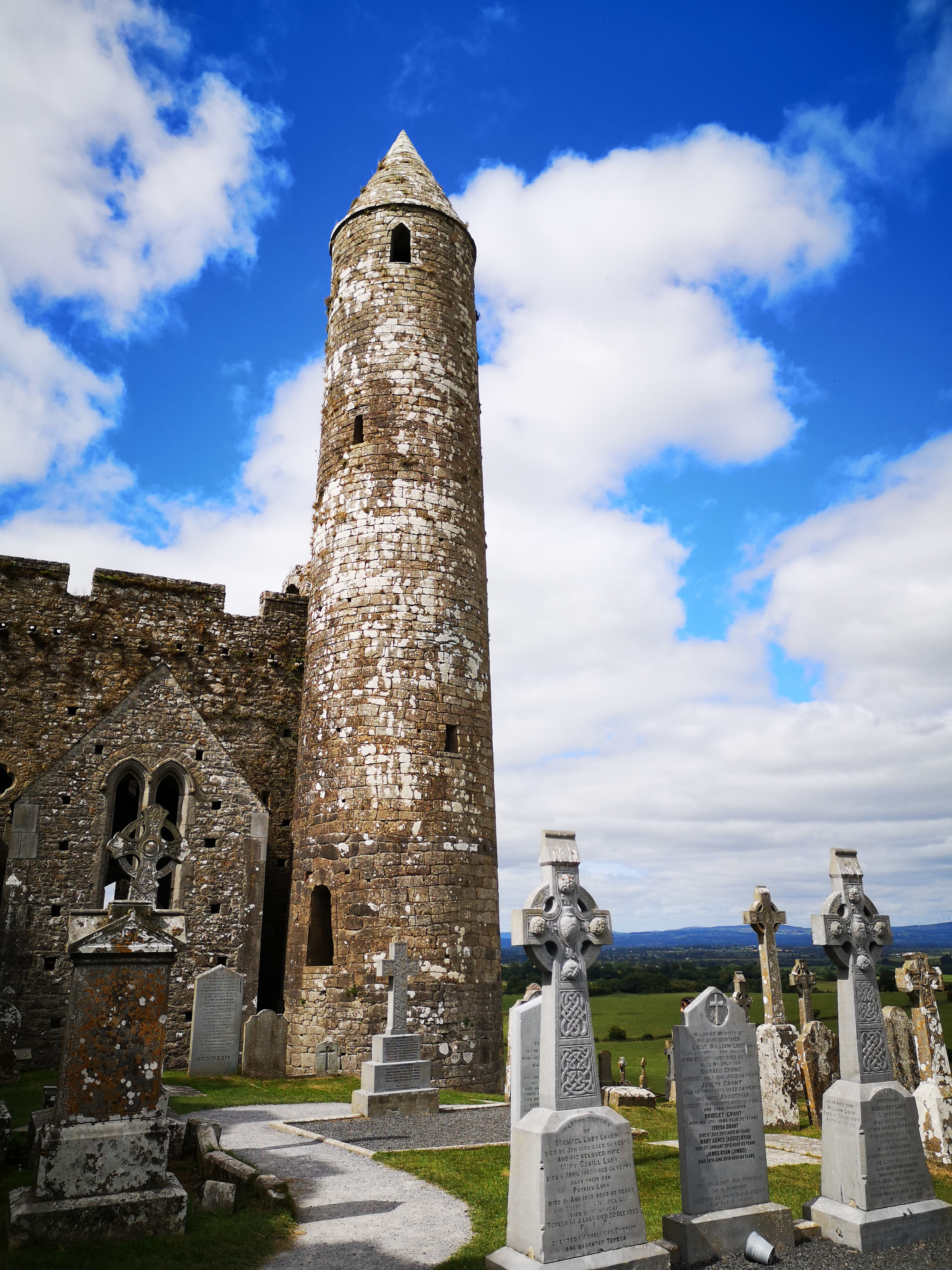
Der idealtypische Rundturm auf dem Rock of Cashel
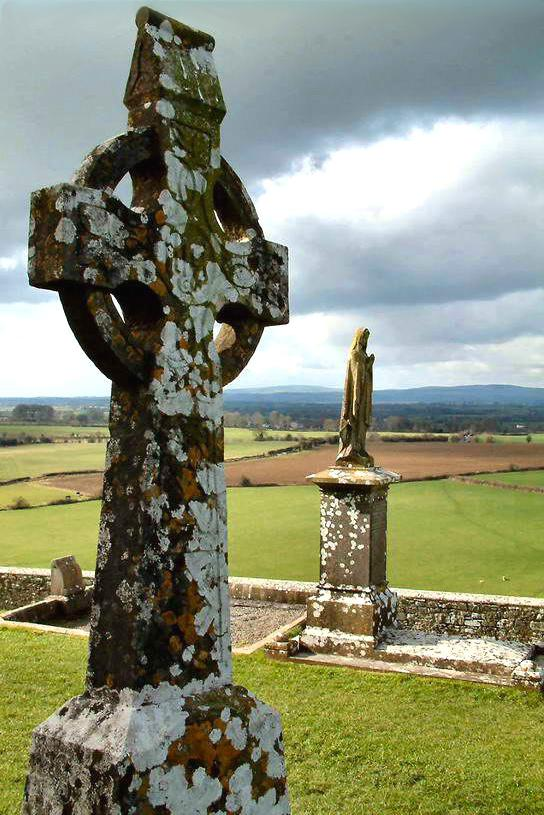
Eines der vielen irischen Kreuze beim Rock of Cashel
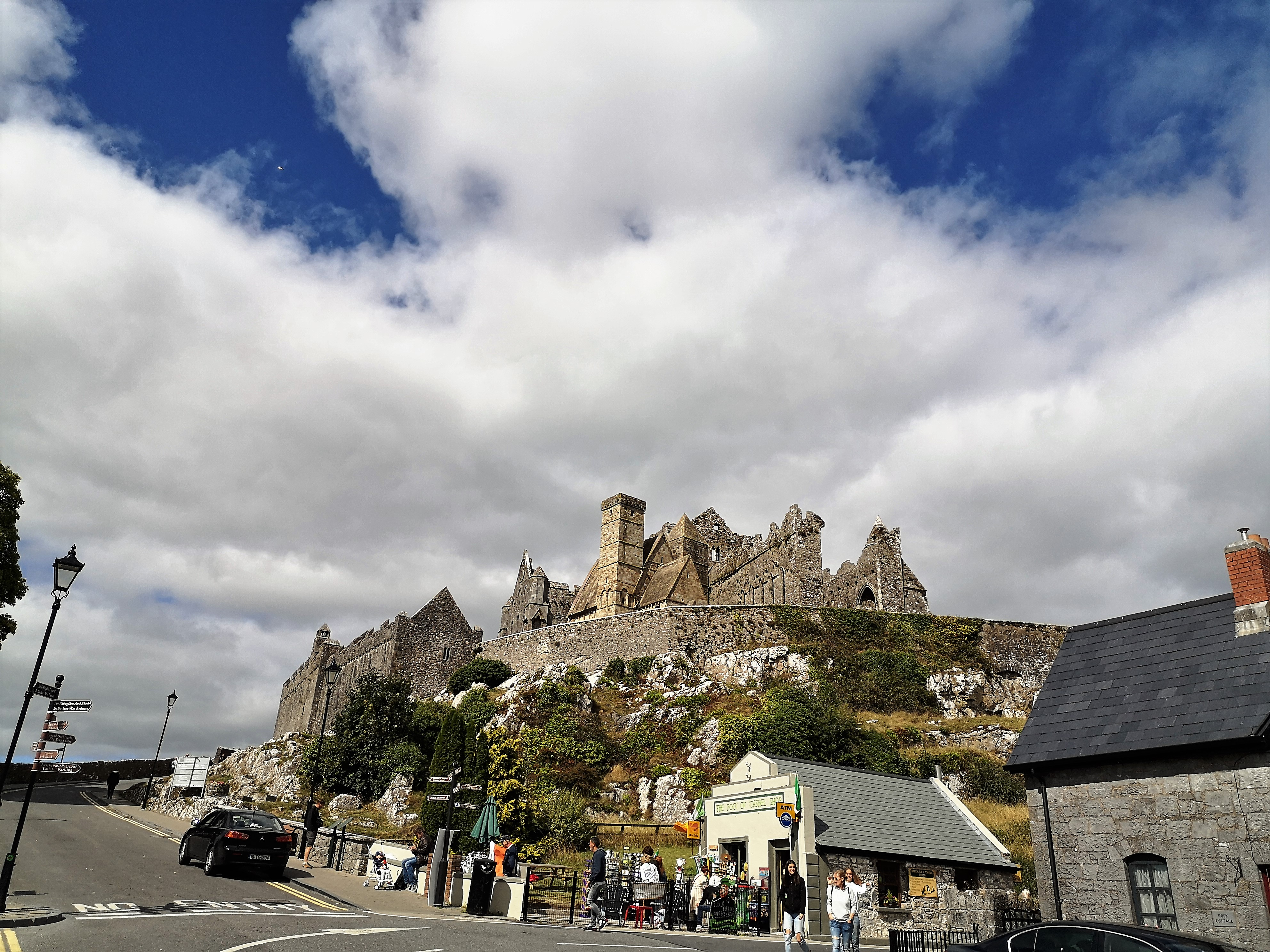
Rock of Cashel aus dem Südosten gesehen
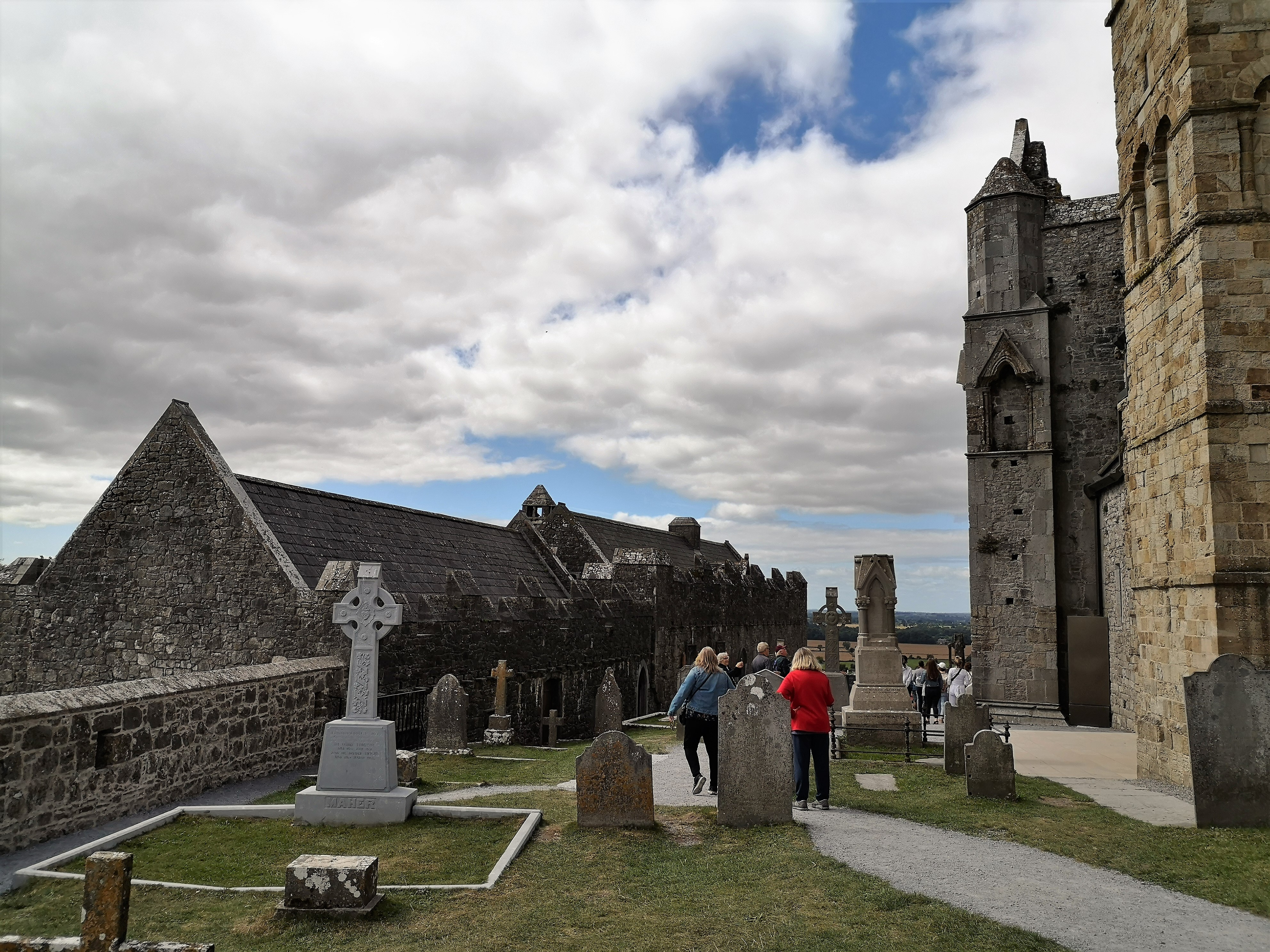
Wohngebäude und Gräber im Süden der Anlage
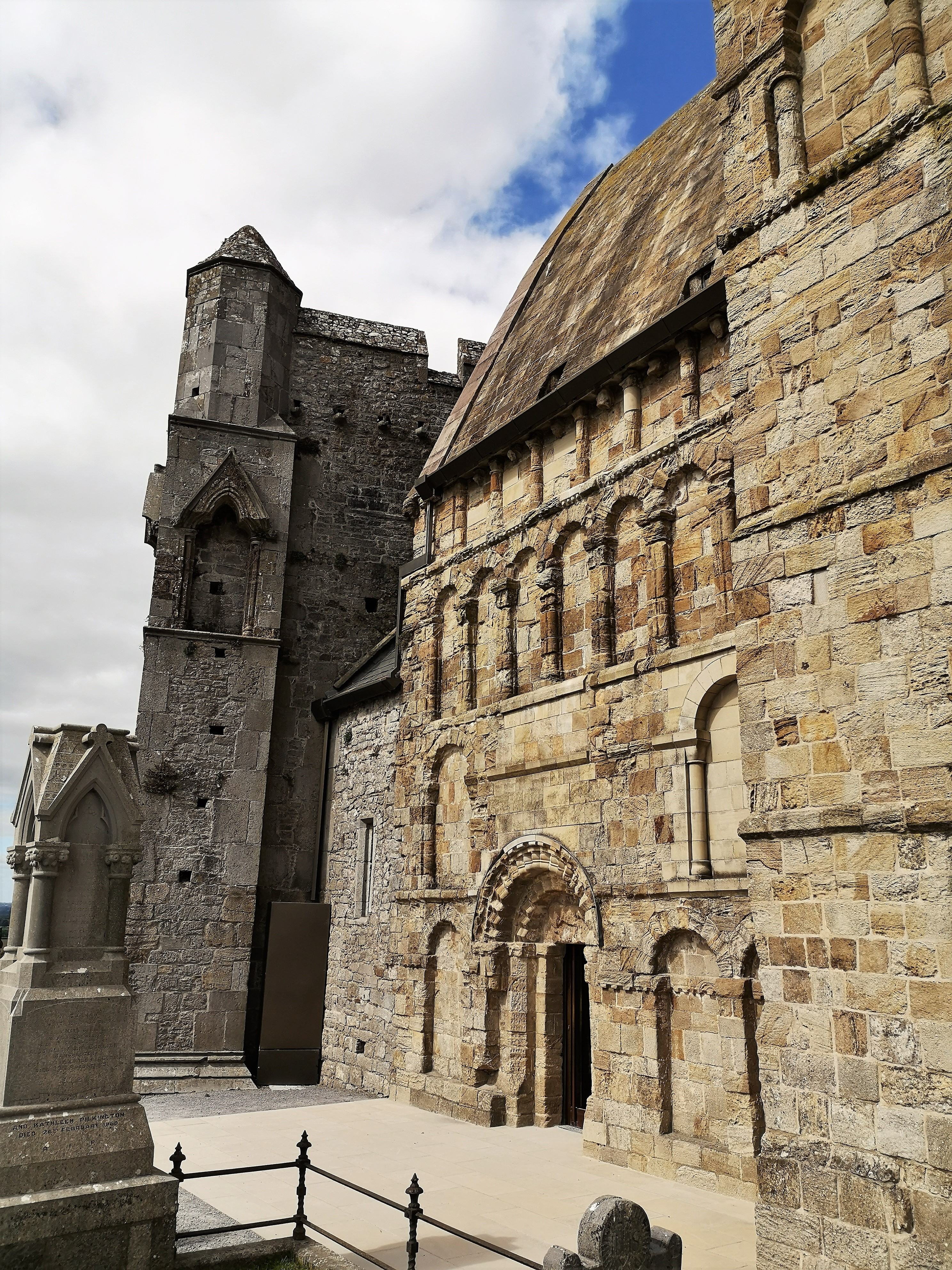
Kapelle des Cormacs
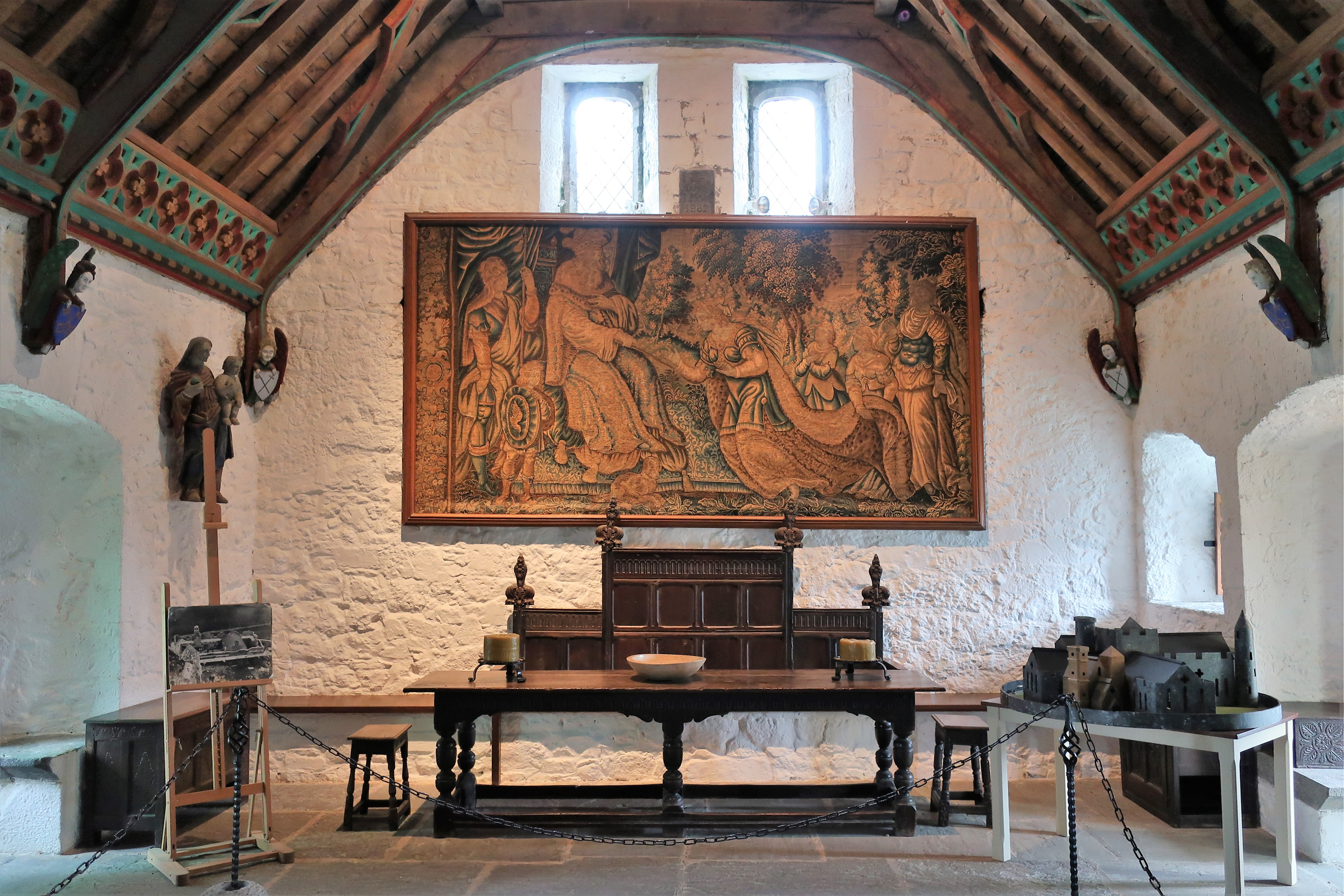
Im Saal der Laien-Kanoniker
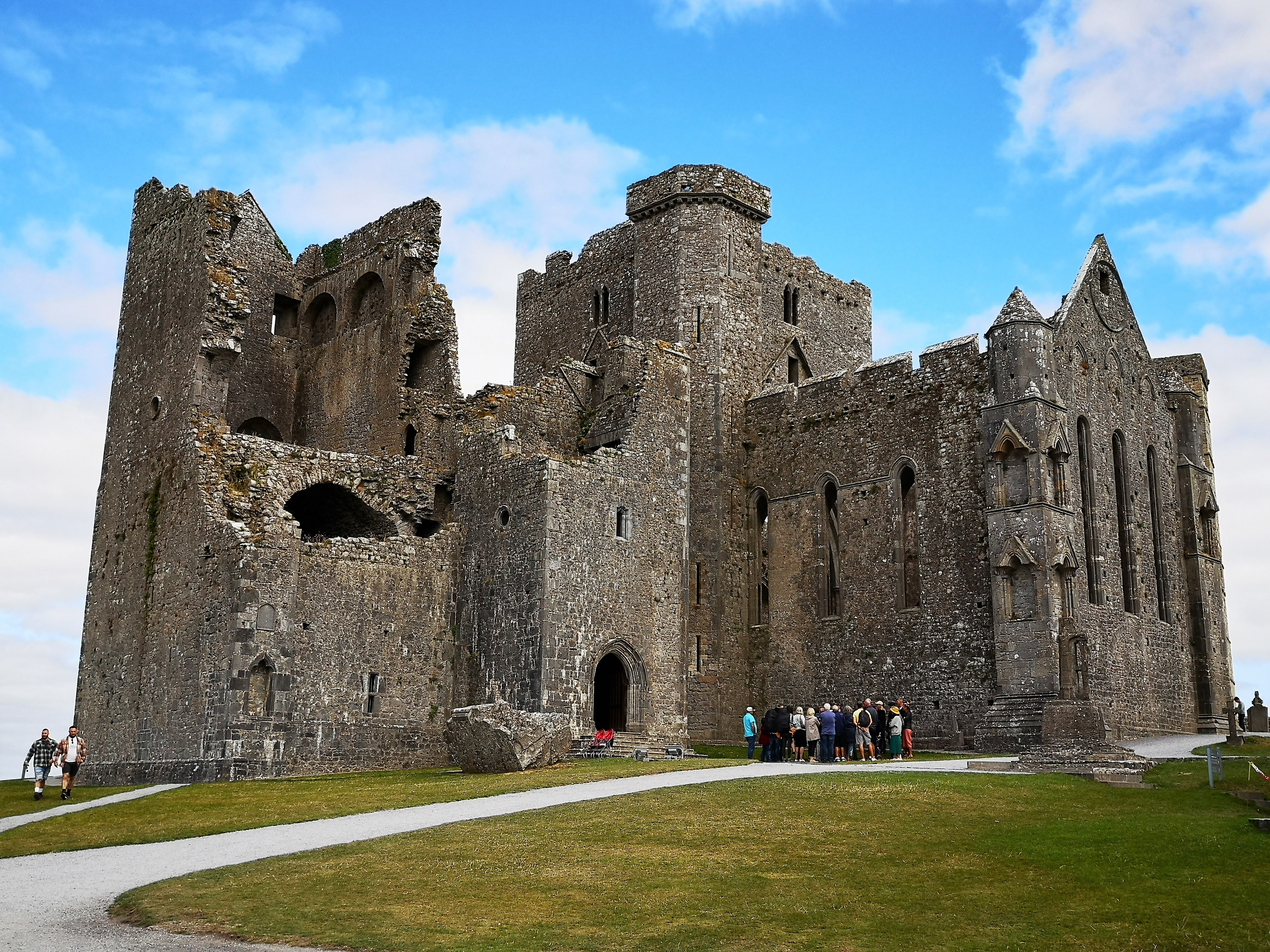
Der Rock of Cashel (Südwestansicht)